# 埼玉県立秩父東高等学校
埼玉県立秩父東高等学校（さいたまけんりつちちぶひがしこうとうがっこう）は埼玉県秩父市下宮地町にあった全日制普通科の高等学校。2005年に、埼玉県立秩父農工高等学校と統合した。

## 概要
全国的にも珍しい女子高等学校を名乗らない公立女子高だった。2003年度（平成15年度）に募集停止となり、2005年、埼玉県立秩父農工高等学校と統合し、埼玉県立秩父農工科学高等学校となった。一時期校舎は秩父市立秩父第一中学校の立て替え工事による仮校舎として使われていた。

## 沿革
- 1965年（昭和40年）　埼玉県立秩父東高校開校
- 2002年（平成14年）　最後の新入生を迎える[2]
- 2005年（平成17年）　埼玉県立秩父農工高等学校と統合し埼玉県立秩父農工科学高等学校となる。

## 教育目標・校訓
- 人間の尊厳を認め合い、自我を確立し、個人の特性をさとらせ、自信をもって事に当たる生徒を育成する。
- 心身共に健康で、勤労を愛し、進んで平和な社会に奉仕する情操豊かな生徒を育成する。
- 郷土の自然と文化を愛し、自主自律の精神を養い、たゆみなく自己啓発に努力する創造性豊かな生徒を育成する

## 部活動
スケート、陸上、バレーボール部は全国大会、関東大会に出場した実績がある。

### 運動部
- スケート部
- ソフトボール部
- 卓球部
- 弓道部

### 文化部
- 華道部
- 音楽（コーラス）部
- 美術部
- 歴史生活研究部
- 演劇部
- 図書部
- 漫画研究部
- 写真部

### サークル
- 拳法護身術サークル
- 英語サークル
- 屋台囃子愛好会
- ボランティアサークル

## 交通
- 秩父鉄道大野原駅より徒歩15分。